# Los Trovadores del Norte
Los Trovadores del Norte es un grupo de naturaleza principalmente vocal de música folklórica de Argentina formado en Rosario, Santa Fe, por jóvenes vecinos del barrio de Echesortu, a iniciativa de Bernardo "Bolito" Rubin en 1956. 
En 1964, los integrantes entraron en conflicto sobre la propiedad del nombre del grupo, que legalmente correspondía a Rubin. Debido a ello Rubin permaneció en adelante como dueño de Los Trovadores del Norte, en tanto que los demás miembros, a los que se sumó Héctor E. Anzorena, formaron Los Auténticos Trovadores o simplemente Los Trovadores.
El grupo se ha mantenido con diversas integraciones y etapas. En 1998 falleció su fundador y director, Bernardo Rubin, siendo reemplazado por su hijo Fernando Rubin. En 2008 estaba formado por Fernando Rubín, Luis Puis, Leonardo Puis, Domingo González.   
Entre las canciones más conocidas aportadas al cancionero argentino se encuentran "Puente Pexoa", "El cachapecero", "Si vas para Chile", "El Paraná en una zamba", "Para ir a buscarte", etc.

## Trayectoria
Los Trovadores del Norte aparecieron a fines de 1956 en Rosario, en el barrio de Echesortu, como conjunto nativo orquestal-coral integrado por numerosos miembros, a iniciativa de Bernardo Rubin y su hermano. 
En esos momentos se producía en Argentina el llamado boom del folklore, impulsado sobre todo por músicos del noroeste del país, cuyo paradigma eran Los Chalchaleros de Salta. El propio Pancho Romero ha relatado las razones que los llevaron a elegir el nombre:

Y nos pusimos Los Trovadores del Norte, porque si decíamos que eramos rosarinos de Echesortu, quién nos iba a dar bola.

El 22 de septiembre de 1956 realizaron su debut en LT8 Radio Rosario, adoptando esa fecha como la del nacimiento del grupo.
En 1959 el grupo adoptó la forma de un quinteto vocal integrado por Bernardo Rubin, Francisco Romero, Carlos José Pino, Enrique Garea y Yolanda Pedernera, y participó en el 7º Encuentro Mundial de Juventudes por la Paz, realizado en Viena.
Al regresar y ya en 1960, Garea y Pedernera se retiraron del grupo e ingresaron Sergio José Ferrer y Eduardo Gómez. Con esta formación Los Trovadores del Norte grabaron tres álbumes y obtuvieron en enero de 1963 el Premio Revelación en el Festival de Cosquín con el rasguido doble "Puente Pexoa", su primer éxito.
Con el reconocimiento popular, en 1964, los integrantes entraron en conflicto sobre la propiedad del nombre del grupo, que legalmente correspondía a Rubin. Debido a ello Rubin permaneció en adelante como dueño de Los Trovadores del Norte, en tanto que los demás miembros formaron Los Auténticos Trovadores o simplemente Los Trovadores. De todos modos, en 1965, cuando el grupo ya se había separado, apareció el último álbum con la formación original, bajo el nombre de Los Trovadores del Norte.
Luego de esa crisis, Los Trovadores del Norte se mantuvieron activos bajo la dirección de Bernardo Rubin hasta su fallecimiento en 1998, luego de lo cual su hijo Fernando Rubin asumió el rol director. En sus diferentes integraciones, se destaca el reingreso de Sergio "Chato" Ferrer, uno de los miembros iniciales, reemplazado en 1996 por Fernando Rubin, cuando Ferrer se reunió con otros antiguos trovadores para formar Los Originales Trovadores.
En 2008 sus integrantes eran Fernando Rubín (director), Luis Puis, Leonardo Puis, Domingo González.

## Discografía

### Álbumes
1. Los Trovadores del Norte, Stentor, 1961
2. Puente Pexoa, CBS, 1964
3. Los Trovadores del Norte, CBS, 1965
4. Siempre trovando, Music Hall, 1975
5. Folklore a toda voz, Sony.
6. En vivo en U.S.A., Puccini, 1997
7. Canto América, 2001
8. De regreso al amor, Colo Music, 2008
9. Renacer, Colo Music, 2013